# Леус, Павел Андреевич
Павел Андреевич Леус (лит. Pavel Leus; 15 сентября 1978 года, Вильнюс, Литовская ССР, СССР) — литовский футболист, вратарь. Один из гвардейцев «Жальгириса» (102 матча). Выступал за сборную Литвы.

## Карьера
Начал карьеру в 1995 году в составе литовской «Алсы» и «Панериса». В 1998 году перешёл в «Жальгирис». Выступал за гранда литовского футбола до 2000 года. За это время Леус сыграл в 67 матчах. 2001 год провёл в составе польской «Вислы». В 2001—2003 годах снова выступал за «Жальгирис» и российский «Факел».
С 2004 года выступал за казахстанскую «Алма-Ату» и литовский «Вильнюс». В 2008 году перебрался в узбекистанский «Насаф». В 2009 году перешёл в ещё один клуб из Узбекистана — «Шуртан». В 2009—2010 годах выступал за финский «Атлантис» и «Жальгирис». В 2011 году вернулся в Узбекистан и подписал контракт с клубом «Бухара». Дальнейшие два сезона Леус провёл также в Узбекистане и выступал за «Кызылкум», «Шуртан» и «Навбахор». В 2014 году вернулся в Литву и пополнил стан клуба «Утенис».